# Maniac (film 1934)
Maniac è un film horror del 1934 diretto da Dwain Esper.
Il film è stato inserito nell'elenco dei 100 brutti film più divertenti mai prodotti (The 100 Most Amusingly Bad Movies Ever Made) da John J. B. Wilson, l'ideatore dei Razzie Awards.

## Trama
Don Maxwell è un ex attore che è diventato l'assistente di laboratorio del dottor Meirschultz, uno scienziato pazzo che conduce esperimenti per rianimare i morti. Dopo aver trafugato alcuni corpi dall'obitorio per suo conto, il dottore gli chiede di suicidarsi per poter utilizzare le sue tecniche su di lui e riportarlo in vita; Don si rifiuta e spara allo scienziato, uccidendolo. Una volta nascosto il cadavere, per non destare sospetti, decide di impersonare il defunto e continuare a svolgere le sue ricerche. L'impersonificazione è tale che progressivamente anche Don diventa pazzo.
Nello svolgere le sue mansioni si trova a dover curare Buckley, un paziente affetto da disturbi mentali, che a causa di un'errata somministrazione di medicinali diventa estremamente violento e aggredisce alcune donne. La moglie di Buckley, dopo aver scoperto la tragica fine del vero dottor Meirschultz, ricatta Maxwell ordinandogli di uccidere il marito e di riportarlo in vita come uomo docile e sottomesso. Nel frattempo appare sulla scena anche Alice, la moglie di Don, e l'uomo, ormai in preda a crisi paranoiche, la rinchiude nello scantinato assieme alla signora Buckley, convinto che le donne vogliano ucciderlo.
Quando si accorge di quello che sta succedendo nel laboratorio, una vicina di casa chiama le autorità. I poliziotti, dopo aver fatto irruzione, scoprono il cadavere del dottore nascosto dentro ad un muro, giungendovi grazie al miagolio del suo gatto, anch'esso murato nella parete dall'assassino.

## Produzione
Il costo del film si aggirò sui 7000 $. Successivamente alla sua pubblicazione il film fu reintitolato Sex Maniac benché l'elemento sessuale fosse del tutto marginale all'interno della storia.
All'interno del film appaiono scene tratte da altre opere: nella parte in cui il protagonista scivola inesorabilmente verso la pazzia la pellicola è sovraimpressa con immagini tratte dai film La stregoneria attraverso i secoli (1922) di Benjamin Christensen e Sigfrido (1924) di Fritz Lang.

### Sceneggiatura
Il film è stato scritto da Hildegarde Stadie, moglie del regista Dwain Esper e autrice di molti dei suoi film. La pellicola si ispira ad alcuni racconti di Edgar Allan Poe: Il gatto nero, Il cuore rivelatore e I delitti della Rue Morgue, pur senza essere una trasposizione cinematografica degli stessi. Altre fonti di ispirazione per la stesura della trama furono i romanzi Frankenstein di Mary Shelley e L'isola del dottor Moreau di Herbert George Wells.

## Distribuzione

### Data di uscita
Il film venne proiettato per la prima volta l'11 settembre 1934.

### Divieti
Secondo quanto riportato dal periodico Film Daily nel 1936 il film fu il primo ad essere proiettato a New Orleans con il divieto ai minori dopo l'avvento della Legion of Decency, organismo che si opponeva ai film contenenti elementi ritenuti contrari alla morale religiosa, poiché al suo interno conteneva anche alcune brevi sequenze di nudo parziale.
L'ufficio della censura di New York definì il film «indecente, immorale, corromperà la morale e inciterà al crimine».